# Senieji Trakai
Senieji Trakai (letteralmente: Trakai Vecchia, in polacco: Stare Troki) è un villaggio storico lituano situato a 3 km a est di Trakai. Secondo il censimento lituano del 2011, conta 1.396 abitanti, alcuni dei quali appartengono alla minoranza polacca e russa. La ferrovia San Pietroburgo-Varsavia interseca proprio Senieji Trakai.
La parte centrale del paese è stata proclamata patrimonio di interesse architettonico. La via principale è dominata da case in legno.

## Etimologia
Il nome Trakai, derivante dal termine lituano: trakas - "radura", suggerisce che il castello sia stato costruito in una zona soggetta a deforestazione per far spazio alla realizzazione di insediamenti antropici.

## Storia
Qualche tempo prima del 1321, il granduca Gediminas trasferì la capitale della Lituania da Kernavė (o Voruta) a Trakai (l'odierna Senieji Trakai) e vi eresse lì un castello di mattoni. Nel 1337 assunse il ruolo di capoluogo del neo istituito Ducato di Trakai. Il figlio di Gediminas, Kęstutis, eresse un nuovo castello nella Nuova Trakai (ovvero quella odierna). Il figlio di Kęstutis, Vitoldo, nacque nell'antica Trakai nel 1350 circa.
Il castello di Senieji Trakai fu distrutto dall'ordine teutonico nel 1391 e le rovine furono donate ai monaci benedettini da Vitoldo nel 1405. Si suppone che l'attuale edificio del monastero del XV secolo incorpori i resti del castello di Gediminas.